# Božidar Ivanović
Božidar Ivanović est un joueur d'échecs  et un homme politique yougoslave puis monténégrin né le 24 août 1949, ou 1946, à Cetinje en Yougoslavie. Grand maître international depuis 1978, il a remporté trois fois le championnat de Yougoslavie (en 1973, 1981 et 1983) et le championnat de la République fédérale de Yougoslavie en 1996. Il fut plusieurs fois ministre des sports du Monténégro dans les années 1990.

## Tournois individuels
Božidar Ivanović a remporté les tournois de :
- Pristina 1976, 1978, 1979 et 1988 ;
- Bar (Monténégro) 1977 (devant Michael Stean et Jan Smejkal) ;
- Cananzaro 1978 ;
- Toronto 1983 (championnat open du Canada) ;
- Metz (open) 1984, 1985 ;
- Belgrade 1986 ;
- Terrassa 1989 (ex æquo avec Orestes Rodríguez).

Lors du tournoi interzonal de Manille en 1990, il marqua la moitié des points (6,5/13).

## Compétitions par équipe
Božidar Ivanović a représenté la Yougoslavie lors de quatre olympiades : en 1982 (la Yougoslavie finit quatrième), 1984 (la Yougoslavie fut sixième), 1990 (il jouait au troisième échiquier de l'équipe B de Yougoslavie) et 1996 (il jouait au premier échiquier).
En 1989, il participa au championnat du monde d'échecs par équipe de Lucerne comme remplaçant de l'équipe de Yougoslavie qui finit deuxième (médaille d'argent par équipe).
En 1983, il remporta la médaille d'argent par équipe au championnat d'Europe par équipe et la médaille d'argent individuelle au huitième échiquier de la Yougoslavie qui finit deuxième de la compétition.